# Liste der National Historic Sites of Canada in Nova Scotia
Diese Liste beinhaltet alle Bauwerke, Objekte und Stätten in der kanadischen Provinz Nova Scotia, die den Status einer National Historic Site of Canada (frz. lieu historique national du Canada) besitzen. Das kanadische Bundesministerium für Umwelt nahm bisher (Stand: Februar 2024) 92 Stätten in diese Liste auf. Von diesen Stätten werden 26 von Parks Canada verwaltet.
Aufgrund der großen Anzahl historischer Stätten in der Hauptstadt Halifax sind diese in einer separaten Liste zu finden:
- Liste der National Historic Sites of Canada in Halifax

## National Historic Sites
| Historische Stätte                               | Datum                  | Kenn- zeichnung | Standort                                     | Beschreibung | Foto                                      |
| ------------------------------------------------ | ---------------------- | --------------- | -------------------------------------------- | --- | ----------------------------------------- |
| Acacia Grove / Prescott House                    | 1809 (Bauende)         | 1969            | Starr’s Point 45° 6′ 38″ N, 64° 22′ 44″ W    | Wohnhaus des Botanikers Charles Ramage Prescott; ein schönes Beispiel der georgianischen Architektur. | Acacia Grove / Prescott House             |
| Alexander Graham Bell                            | 1954 (Eröffnung)       | 1952            | Baddeck 46° 6′ 10″ N, 60° 44′ 45″ W          | Museum zur Erinnerung an Leben und Werk des Erfinders Alexander Graham Bell, in der Nähe seines ehemaligen Sommerhauses errichtet. | Alexander Graham Bell                     |
| Annapolis County Court House                     | 1837 (Bauende)         | 1991            | Annapolis Royal 44° 44′ 31″ N, 65° 30′ 58″ W | Gerichtsgebäude im Stil des Palladianismus; eines der ältesten Gerichtsgebäude Kanadas, das heute noch für diesen Zweck verwendet wird. | Annapolis County Court House              |
| Antigonish County Court House                    | 1855 (Bauende)         | 1981            | Antigonish 45° 37′ 24″ N, 61° 59′ 16″ W      | Gerichtsgebäude mit vorangestelltem Portikus im Greek-Revival-Stil; typisch für die Mitte des 19. Jahrhunderts in den Seeprovinzen errichteten öffentlichen Gebäude. |                                           |
| Argyle Township Court House and Jail             | 1805 (Bauende)         | 2005            | Argyle 43° 51′ 18″ N, 65° 58′ 28″ W          | Zweigeschossiges Gerichtsgebäude aus Holz mit angeschlossenem Gefängnis; ältester bekannter Vertreter einer kombinierten Nutzung dieser Art in Kanada. | Argyle Township Court House and Jail      |
| Bahnhof Pictou                                   | 1904 (Bauende)         | 1976            | Pictou 45° 40′ 33″ N, 62° 42′ 21″ W          | Von der Intercolonial Railway erbauter Bahnhof; zweigeschossiges Backsteingebäude mit Elementen der Châteauesque-Neuromanik. | Bahnhof Pictou                            |
| Beaubassin                                       | 1672 (Gründung)        | 2005            | Amherst 45° 50′ 51″ N, 64° 15′ 43″ W         | Einst bedeutende Siedlung der Akadier, auf dem Isthmus von Chignecto in der Nachbarschaft von Fort Lawrence gelegen; 1750 bei kriegerischen Auseinandersetzungen zerstört. | Denkmal                                   |
| Bloody Creek                                     | 1711/1757 (Schlachten) | 1930            | Bridgetown 44° 49′ 21″ N, 65° 18′ 34″ W      | Ort zweier Schlachten zwischen Briten und Franzosen, 1711 während des Queen Anne’s War und 1757 während des Siebenjährigen Krieges. | Bloody Creek                              |
| Canso Islands                                    |                        | 1925            | Canso 45° 20′ 40″ N, 60° 58′ 16″ W           | Kleine Inselgruppe östlich von Nova Scotia; bedeutendes Zentrum der Fischerei vom 16. bis zum 19. Jahrhundert; Ort zahlreicher Gefechte zwischen den Briten einerseits und den Franzosen und Mik'maq andererseits.                                                                            | Canso                                     |
| Chapel Island                                    |                        | 2003            | Chapel Island 45° 43′ 0″ N, 60° 46′ 57″ W    | Eine Insel im Bras d’Or Lake und Teil eines Indian reserve; traditioneller Versammlungsort und spirituelle Stätte der Mi’kmaq. | Chapel Island                             |
| Chapman House                                    | 1780 (Bauende)         | 1968            | Amherst 45° 52′ 29″ N, 64° 14′ 46″ W         | Zweigeschossiges Backsteingebäude im georgianischen Stil; Beispiel eines Wohnhauses wohlhabender Landwirte. | Chapman House                             |
| Covenanter Church                                | 1811 (Bauende)         | 1976            | Grand-Pré 45° 6′ 0″ N, 64° 18′ 18″ W         | Das älteste noch bestehende presbyterianische Kirchengebäude in Kanada. | Covenanter Church                         |
| de Gannes-Cosby Haus                             | 1708 (Bauende)         | 2019            | Annapolis Royal 44° 44′ 28″ N, 65° 30′ 45″ W | Dieses Haus wurde für den französischen Offizier Louis de Gannes de Falaise erbaut und ist ein seltenes Beispiel für eine Residenz vor der Deportation der Akadier. Nach 1727 diente es als Residenz für den britischen Offizier Alexander Cosby, den Vizegouverneur des Forts und der Stadt. | de Gannes-Cosby Haus                      |
| Debert Palaeo-Indian Site                        |                        | 1972            | Debert 45° 24′ 59″ N, 63° 25′ 24″ W          | Älteste Überreste der paläoindianischen Besiedlung im Osten Kanadas; archäologische Überreste der Jagd und Tierverarbeitung. |                                           |
| Ehemalige Shubenacadie Indian Residential School | 1930 (Eröffnung)       | 2020            | Shubenacadie 45° 5′ 49″ N, 63° 24′ 25″ W     | Ehemalige und einzige Residential School in den Seeprovinzen. |                                           |
| Fort Anne                                        | 1708 (Bauende)         | 1920            | Annapolis Royal 44° 44′ 28″ N, 65° 31′ 7″ W  | Verschiedene Befestigungsanlagen und Gebäude des 18. und 19. Jahrhunderts; typisches Beispiel einer sternförmigen Bastion nach dem Vorbild Vaubans. | Fort Anne                                 |
| Fort Charles                                     | 1629 (Gründung)        | 1951            | Annapolis Royal 44° 44′ 27″ N, 65° 31′ 12″ W | Archäologische Überreste unter dem wiederhergestellten Fort Anne. |                                           |
| Fort Edward                                      | 1750 (Bauende)         | 1920            | Windsor 44° 59′ 43″ N, 64° 7′ 58″ W          | Hölzernes Blockhaus sowie Überreste von Gebäuden und Landschaftsformen; die Festung spielte eine wichtige Rolle bei der Jahrzehnte dauernden Auseinandersetzung um Nordamerika. | Fort Edward                               |
| Fort Lawrence                                    | 1750 (Gründung)        | 1923            | Amherst 45° 50′ 52″ N, 64° 15′ 42″ W         | Archäologische Überreste einer britischen Festung; zum Schutz des Isthmus von Chignecto erbaut und nach fünf Jahren wieder aufgegeben. | Fort Lawrence                             |
| Fort Sainte-Marie-de-Grâce                       | 1632 (Gründung)        | 1924            | Lunenburg 44° 17′ 18″ N, 64° 21′ 5″ W        | Standort einer früheren Festung; erste dauerhafte französische Präsenz in Akadien. |                                           |
| Fort Saint-Louis                                 | 1630 (Gründung)        | 1931            | Barrington 43° 29′ 42″ N, 65° 28′ 13″ W      | Standort einer ehemaligen französischen Festung. |                                           |
| Grand-Pré                                        | 1682 (Gründung)        | 1982            | Grand-Pré 45° 6′ 34″ N, 64° 18′ 37″ W        | Standort des früheren akadischen Dorfes Grand-Pré, das bis zur Vertreibung durch die Briten im Jahr 1755 die wichtigste Siedlung war. | Grand-Pré                                 |
| Grassy Island Fort                               | 1735 (Bauende)         | 1962            | Canso 45° 20′ 14″ N, 60° 58′ 23″ W           | Überreste einer britischen Festungsanlage des 18. Jahrhunderts; wichtiger Standort der Fischerei. | Grassy Island Fort                        |
| Historischer Bezirk (Annapolis Royal)            | 1605 (Gründung)        | 1994            | Annapolis Royal 44° 44′ 30″ N, 65° 30′ 51″ W | Im historischen Zentrum des Städtchens stehe zahlreiche Gebäude des 18., 19. und frühen 20. Jahrhunderts in unterschiedlichen architektonischen Stilen. | Historischer Bezirk (Annapolis Royal)     |
| Historische Landschaft (Grand-Pré)               | 1680–1750 (Bauphase)   | 1995            | Grand-Pré 45° 6′ 40″ N, 64° 18′ 11″ W        | Kulturlandschaft der Akadier, die nach deren Vertreibung im Jahr 1755 weiterentwickelt wurde; umfasst Deiche im Marschland sowie Überreste der früheren Besiedlung. | Historischer Bezirk (Grand-Pré)           |
| Historischer Bezirk (Lunenburg)                  | 1753 (Gründung)        | 1991            | Lunenburg 44° 22′ 40″ N, 64° 18′ 35″ W       | Das historische Zentrum der kleinen Hafenstadt Lunenburg besitzt zahlreiche denkmalgeschützte Gebäude aus dem 18. und 19. Jahrhundert; es ist zugleich ein UNESCO-Welterbe. | Historischer Bezirk (Lunenburg)           |
| Kejimkujik                                       |                        | 1994            | Queens County 44° 22′ 46″ N, 65° 18′ 25″ W   | Kulturlandschaft der Mi’kmaq innerhalb des gleichnamigen Nationalparks; umfasst zahlreiche traditionelle Siedlungsorte, Petroglyphen, Fischgründe, Jagdgebiete, Reiserouten und Gräber. | Kejimkujik Seaside                        |
| King’s College                                   | 1791 (Gründung)        | 1923            | Windsor 44° 58′ 58″ N, 64° 8′ 9″ W           | Standort einer früheren Hochschule; 1922 durch einen Brand teilweise zerstört und ein Jahr später in Halifax als Universität neu gegründet; einzelne Gebäude werden von einer Grundschule weitergenutzt.                                                                                      | King’s College                            |
| Knaut-Rhuland House                              | 1793 (Bauende)         | 2002            | Lunenburg 44° 22′ 37″ N, 64° 18′ 35″ W       | Klassizistisch inspiriertes, aus Holz erbautes Fachwerkhaus im Stadtzentrum; frühes und eines der am besten erhaltenen Beispiele des britischen Neoklassizismus in Kanada. | Knaut-Rhuland                             |
| Kohlebergbau von Springhill                      | 1664 (Gründung)        | 1986            | Springhill 45° 38′ 41″ N, 64° 3′ 55″ W       | Stillgelegtes und gut erhaltenes Kohlebergwerk; Springhill war eines der wirtschaftlich wichtigsten Abbaugebiete Kanadas und spielte eine zentrale Rolle für den Markt in den Seeprovinzen und in Québec.                                                                                     | Kohlebergbau von Springhill               |
| Kohlenrevier von Nova Scotia (Stellarton)        |                        | 1997            | Stellarton 45° 34′ 5″ N, 62° 39′ 27″ W       | Verschiedene vor Ort erhalten gebliebene Zeugnisse des Kohlebergbaus. | Kohlenrevier von Nova Scotia (Stellarton) |
| Kohlenrevier von Nova Scotia (Sydney)            |                        | 1997            | Cape Breton 46° 14′ 32″ N, 60° 3′ 41″ W      | Verschiedene vor Ort erhalten gebliebene Zeugnisse des Kohlebergbaus. |                                           |
| Küstenbefestigung von Sydney                     |                        | 1994            | Cape Breton 46° 10′ 23″ N, 60° 11′ 40″ W     | Sicherer Hafen für das Zusammenstellen von Konvois während des Zweiten Weltkriegs; Teil des Atlantik-Bollwerks. |                                           |
| Ladies’ Seminary                                 | 1878 (Gründung)        | 1997            | Wolfville 45° 5′ 20″ N, 64° 21′ 57″ W        | Dreigeschossiges Gebäude im Second-Empire-Stil mit hohem Mansarddach; älteste höhere Bildungsinstitution für Frauen in Nova Scotia. |                                           |
| Liverpool Town Hall                              | 1902 (Bauende)         | 1984            | Liverpool 44° 2′ 20″ N, 64° 42′ 55″ W        | Zweigeschossiges Rathaus, aus Holz im neoklassizistischen Stil erbaut; diese Kombination aus Baumaterial und -stil ist äußerst selten. | Liverpool Town Hall                       |
| Louisbourg                                       | 1713 (Gründung)        | 1920            | Cape Breton 45° 53′ 33″ N, 59° 59′ 10″ W     | In Teilen rekonstruierte französische Festungsstadt des 18. Jahrhunderts; einst bedeutender Fischereihafen, Umschlagplatz, Verwaltungszentrum und Militärstützpunkt. | Louisbourg                                |
| Lunenburg Academy                                | 1849–1895 (Bauphase)   | 1983            | Lunenburg 44° 22′ 48″ N, 64° 18′ 50″ W       | Dreigeschossiges, aus Holz erbautes Schulgebäude im Second-Empire-Stil; seltener erhalten gebliebener Zeuge des Schulsystems des 19. Jahrhunderts von Nova Scotia. | Lunenburg Academy                         |
| Marconi                                          | 1902 (Ereignis)        | 1939            | Cape Breton 46° 12′ 42″ N, 59° 57′ 8″ W      | Die Stelle, an der Guglielmo Marconi seine erste transatlantische Telegrafennachricht empfing; heute Standort eines Museums. | Marconi                                   |
| Marconi Wireless Station                         | 1907 (Bauende)         | 1983            | Cape Breton 46° 9′ 17″ N, 59° 56′ 44″ W      | Standort der ersten öffentlichen Telegrafenstation, die eine interkontinentale Verbindung ermöglichte. | Marconi                                   |
| Melanson Settlement                              | 1664 (Gründung)        | 1986            | Annapolis Royal 44° 42′ 41″ N, 65° 36′ 40″ W | Kulturlandschaft und Siedlung einer Gemeinschaft akadischer Bauern; die Siedlung wurde 1755 bei der Vertreibung der Akadier aufgegeben. |                                           |
| Old Barrington Meeting House                     | 1765 (Bauende)         | 1966            | Barrington 43° 34′ 0″ N, 65° 34′ 47″ W       | Aus Holz errichteter Versammlungssaal für öffentliche und religiöse Veranstaltungen; eines der ältesten noch existierenden Gebäude dieser Art in Kanada. | Meeting House                             |
| Pictou Academy                                   | 1818 (Bauende)         | 1937            | Pictou 45° 40′ 36″ N, 62° 42′ 54″ W          | Früherer Standort der ersten Akademie von Pictou; 1880 zog diese Bildungsinstitution in ein neues Gebäude um, 1932 wurde das erste Gebäude abgerissen. |                                           |
| Port-Royal                                       | 1605 (Bauende)         | 1939            | Annapolis Royal 44° 42′ 45″ N, 65° 36′ 38″ W | Rekonstruktion eines Forts mit hölzernen Gebäuden und Palisade; Standort der ältesten dauerhaften französischen Siedlung, 1613 durch britische Truppen zerstört. | Port-Royal                                |
| Royal Battery                                    | 1732 (Bauende)         | 1952            | Cape Breton 45° 54′ 33″ N, 59° 58′ 47″ W     | Von den Franzosen erbaute Artilleriebatterie; spielte bei den Belagerungen von Louisbourg in den Jahren 1745 und 1758 eine wichtige Rolle. | Royal Battery                             |
| Sainte-Anne / Port-Dauphin                       | 1629 (Gründung)        | 1929            | Englishtown 45° 9′ 29″ N, 64° 25′ 33″ W      | Standort einer der ersten Missionsstationen der Jesuiten, früherer befestigter Marinestützpunkt der Franzosen. | Port-Dauphin                              |
| Sinclair Inn / Farmer’s Hotel                    | 1710 (Bauende)         | 1983            | Annapolis Royal 44° 44′ 41″ N, 65° 31′ 10″ W | Zweigeschossiges Hotelgebäude aus Holz, erbaut nach der traditionellen Bauweise in den Seeprovinzen. |                                           |
| Sir Frederick Borden Residence                   | 1864 (Bauende)         | 1990            | Canning 45° 9′ 29″ N, 64° 25′ 33″ W          | Großes Wohnhaus im Queen-Anne-Stil inmitten eines Parks; Domizil des Politikers Frederick William Borden. |                                           |
| St. John’s Anglican Church                       | 1763 (Bauende)         | 1994            | Lunenburg 44° 22′ 41″ N, 64° 18′ 41″ W       | Anglikanisches Kirchengebäude aus Holz, im Stil der „Zimmermannsgotik“ erbaut; bedeutendes Symbol der britischen Herrschaft; 2001 abgebrannt und danach wieder aufgebaut. | St. John’s Anglican Church                |
| St. Peter’s                                      | 1650 (Gründung)        | 1929            | St. Peter’s 45° 39′ 18″ N, 60° 52′ 10″ W     | Archäologische Überreste von Siedlungen der Mik'maq und der Akadier; Standort einer 1758 zerstörten französischen Festung. |                                           |
| St. Peter’s Canal                                | 1869 (Bauende)         | 1929            | St. Peter’s 45° 39′ 20″ N, 60° 52′ 15″ W     | Kleiner Kanal auf Cape Breton Island, der den Bras d’Or Lake mit dem Atlantik verbindet. | St. Peter’s Canal                         |
| Thinker’s Lodge                                  | 1899 (Bauende)         | 2008            | Pugwash 45° 51′ 13″ N, 63° 39′ 57″ W         | Landhaus von Cyrus Eaton; im Jahr 1957 Austragungsort der ersten Pugwash-Konferenz. | Thinkers' Lodge                           |
| Truro Old Normal College                         | 1879 (Bauende)         | 2018            | Truro 45° 21′ 50″ N, 63° 16′ 43″ W           | Das im Stil des Second Empire erbaute, dreistöckige Backsteingebäude diente ab der zweiten Hälfte des 19. Jahrhunderts als Ausbildungsstätte für Lehrer und damit der Standardisierung und Verbesserung des öffentlichen Bildungssystems.                                                     |                                           |
| Trinity Anglican Church                          | 1878 (Bauende)         | 1990            | Digby 44° 37′ 13″ N, 65° 45′ 26″ W           | Großes anglikanisches Kirchengebäude aus Holz, erbaut im neugotischen Stil; ein Werk des renommierten Architekten Stephen C. Earle. | Trinity Anglican Church                   |
| Truro Post Office                                | 1886 (Bauende)         | 1983            | Truro 45° 21′ 55″ N, 63° 16′ 50″ W           | Zweigeschossiges Postamt im Neorenaissance-Stil, erbaut von Thomas Fuller; gutes Beispiel eines frühen, von der Bundesregierung in Auftrag gegebenen öffentlichen Gebäudes. |                                           |
| Wolfe’s Landing                                  | 1758 (Ereignis)        | 1929            | Cape Breton 45° 52′ 45″ N, 60° 3′ 18″ W      | Stelle, an der die von James Wolfe angeführte britische Brigade erfolgreich an Land gehen konnte, was schließlich zur Eroberung von Louisbourg führte. |                                           |